# Дунай (поїзд)
«Дунай» — нічний швидкий потяг Південно-Західної залізниці № 145/146 сполученням Київ — Ізмаїл.( Тимчасово не курсує до Ізмаїлу )

## Історія
20 липня 2014 року, вперше за маршрутом Київ — Ізмаїл, було призначено туристичний потяг № 901/902, який експлуатувався приватною компанією «Південні туристичні лінії», але на початку восени 2014 року потяг через збитковість припинив курсування. До цього пасажирське сполучення між Ізмаїлом і Одесою здійснювалося лише пасажирським потягом "Південний експрес" № 686/685 Ізмаїл — Одеса.
23 вересня 2016 року «Укрзалізниця» призначила прямий щоденний пасажирський потяг № 243/244 сполученням Київ — Ізмаїл, що прямує через станції Фастів I, Козятин I, Вінниця, Жмеринка, Вапнярка, Подільськ, Одеса-Головна, Бугаз, Білгород-Дністровський, Арциз. 
З введенням графіку руху пасажирських потягів на 2016/2017 роки потягу змінена нумерація на № 145/146 (тобто з категорії «сезонний нічний швидкий» він став цілорічним «нічним швидким»). 
З 9 грудня 2018 року в розкладі руху потягів вказаний як іменний потяг «Дунай» 
З 18 березня по 6 липня 2020 не курсував через COVID-19, але потім курсував за звичайним графіком,  
З 31 серпня по 21 вересня, з 26 жовтня скорочений до станції Котлабух. 
З 12 грудня 2021 року поїзд Київ-Березине відмінений  

## Інформація про курсування
Нічний швидкий потяг «Дунай» № 145/146 сполученням Київ — Ізмаїл курсує цілий рік, щоденно.
На маршруті руху потяг здійснює зупинки на 24 проміжних станціях.
| Розклад руху потяга «Дунай» з 31 березня 2019 | Розклад руху потяга «Дунай» з 31 березня 2019 | Розклад руху потяга «Дунай» з 31 березня 2019 | Розклад руху потяга «Дунай» з 31 березня 2019 | Розклад руху потяга «Дунай» з 31 березня 2019 |
| Час прибуття                                  | Час відправлення                              | Станція                                       | Час прибуття                                  | Час відправлення                              |
| --------------------------------------------- | --------------------------------------------- | --------------------------------------------- | --------------------------------------------- | --------------------------------------------- |
| 10:52                                         | —                                             | Київ                                          | —                                             | 17:50                                         |
| 00:14                                         | 00:49                                         | Одеса                                         | 3:49                                          | 04:24                                         |
| —                                             | 18:44                                         | Ізмаїл                                        | 9:55                                          | —                                             |

Актуальний розклад руху вказано у розділі «Розклад руху призначених поїздів» на офіційному вебсайті «Укрзалізниці».

## Склад потяга
В обігу два склади формування вагонного депо ПКВЧ-1 станції Київ-Пасажирський Південно-Західної залізниці.
В складі потягу № 145/146 «Дунай» максимальна довжина потяга на ділянці Київ — Одеса встановлена 16 вагонів, а на ділянці Одеса — Ізмаїл — 9 вагонів.
Зазвичай потягу встановлена схема з 14 вагонів на маршруті руху Київ — Ізмаїл:
- 7 плацкартних (№№ 4—9, 11—14);
- 6 купейних (№№ 4—9, 11—17);
- 1 вагони класу «Люкс» (№ 10).

В складі потяга курсував 2 рази на тиждень (щоп'ятниці, щосуботи від Києва та щосуботи, щонеділі від Березине) 1 плацкартний вагон безпересадкового сполучення сполученням Київ — Березине. Розчеплення та об'єднання з потягом здійснюювалось по станції Арциз, від якої під локомотивом ЧМЕ3 прямував до станції Березине під № 688/687 та зворотно. Пасажири, які не мають наміру їхати безпересадковим вагоном через те, що він іде не в той день тижня або бажаючи заощадити кошти, можуть за тим самим розкладом проїхати до Березине, зробивши одну пересадку в Арцизі на автобус.
Схема потяга може відрізнятися від наведеної в залежності від сезону (зима, літо). Точну схему на конкретну дату можна подивитися в розділі «Оn-line резервування та придбання квитків» на офіційному вебсайті ПАТ «Укрзалізниця». 
Нумерація вагонів з Києва і Ізмаїла — від локомотива потяга.
Вагон №8 у цьому складі кожного разу або 2018, або 2019 року.

## Події
25 липня 2018 року через крадіжку кабелю на станції Одеса-Мала затримали потяг.